# アルブレヒト (ブランデンブルク＝アンスバッハ辺境伯)

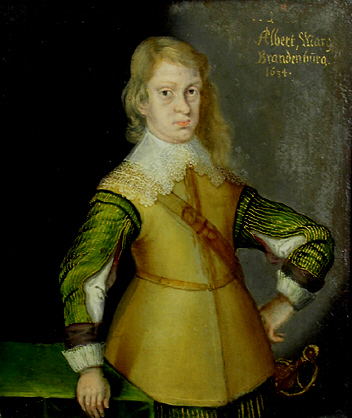
1634年の肖像

アルブレヒト・フォン・ブランデンブルク＝アンスバッハ（Albrecht von Brandenburg-Ansbach、1620年9月18日 - 1667年10月22日）は、フランケン地方アンスバッハ侯領の辺境伯。ブランデンブルク＝アンスバッハ辺境伯ヨアヒム・エルンストとその妻ゾフィー・ツー・ゾルムス＝ラウバッハの次男。フリードリヒの弟。
父の死後、兄のフリードリヒが初めは母親の後見下でアンスバッハ侯領の統治を行った。だが、1634年にその兄がネルトリンゲンの戦いで独身のまま命を落としたため、アルブレヒトが遺領を継ぐこととなった。アルブレヒトの場合も未成年のため、最初の数年間は母が後見と実務を行った。1639年に成人した後は単独でブランデンブルク＝アンスバッハ侯領の統治を行った。

## 子女
1642年、ヴュルテンベルク＝メンペルガルト公ルートヴィヒ・フリードリヒの娘ヘンリエッテ・ルイーゼ・フォン・ヴュルテンベルク（1623年 - 1650年）と結婚、3人の子を儲けた。
- ゾフィー・エリーザベト（1643年 - 1643年）
- アルベルティーネ・ルイーゼ（1646年 - 1670年）
- ゾフィー・アマリー（1649年 - 1649年）

1651年、ゾフィー・マルガレーテ・フォン・エッティンゲン＝エッティンゲン（1634年 - 1664年）と再婚、5人の子を儲けた。
- ルイーゼ・ゾフィー（1652年 - 1668年）
- ヨハン・フリードリヒ（1654年 - 1686年） - ブランデンブルク＝アンスバッハ辺境伯
- アルブレヒト・エルンスト（1659年 - 1674年）
- ドロテア・シャルロッテ（1661年 - 1705年） - ヘッセン＝ダルムシュタット方伯エルンスト・ルートヴィヒと結婚
- エレオノーレ・ユリアーネ（1663年 - 1724年） - ヴュルテンベルク＝ヴィンネンタール公フリードリヒ・カールと結婚

1664年、バーデン＝ドゥルラハ辺境伯フリードリヒ6世の娘クリスティーネ・フォン・バーデン＝ドゥルラハ（1645年 - 1705年）と3度目の結婚をした。子供はいない。

## 外部リンク

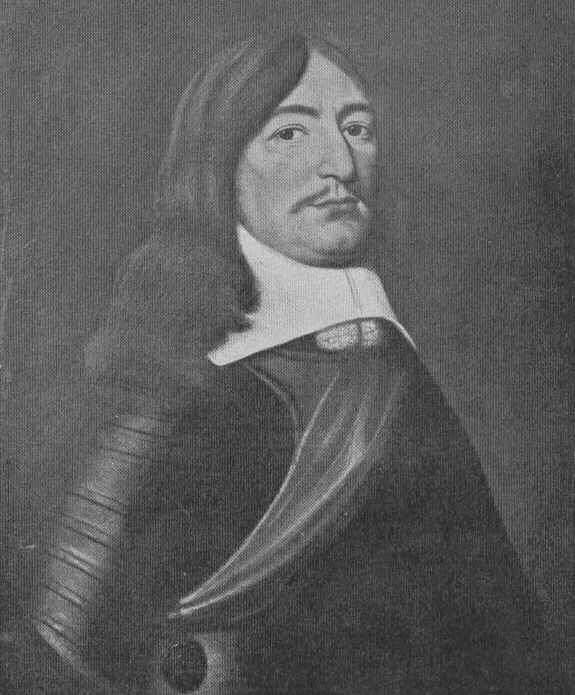
アンスバッハ辺境伯アルブレヒト